# Paul Werner
Paul Werner (Arnhem, 12 april 1930 – Amsterdam, 20 december 2018) was een Nederlands kunstenaar; hij schilderde vooral gouaches op papier en maakte veel litho's.

## Jeugd en opleiding
Werner werd in Arnhem geboren, de oudste van drie zoons. Zijn beide broers waren Ko en Hans Werner. Een jaar later verhuisde de familie naar Amersfoort, waar Paul Werner zijn jeugd doorbracht, inclusief de vijf Duitse bezettingsjaren. Zijn vader dreef in het oude centrum een bottelarij in bier en wijn. Vader Werner schilderde in zijn vrije tijd zelf veel; hij was een verdienstelijk amateurschilder en volgde jarenlang lessen bij Piet van Wijngaerdt aan de Overtoom te Amsterdam. Werners jongere broer, Hans Werner, werd een verdienstelijk schrijver van jeugdboeken en reisverhalen in Azië.
In 1939 gaf Werner een zelf-gedrukt krantje uit in zijn buurt in Amersfoort en maakte daarvoor zijn eerste politieke prent van Hitler, hollend achter een trein, met het bijschrift De vrede gemist. In de oorlogsjaren werd er flink geschilderd door de drie broers Werner.
In 1950 rondde Werner het gymnasium af in Amersfoort en kwam vervolgens na twee jaar militaire dienst in Amsterdam terecht; na allerlei losse baantjes trad hij als corrector bij dagblad De Tijd in dienst, om in zijn levensonderhoud te voorzien. Daarnaast volgde hij in de avond schilderlessen op het atelier van Fred Sieger.
Op advies van Sieger begon Werner in 1957 de lerarenopleiding 'Tekenen' aan de Lutmastraat in Amsterdam te volgen, waar hij les kreeg van onder anderen H. Kniphorst. Hier ontmoette hij zijn latere belangrijke schildersvriend Steven Kwint en de schilderes Ria Rettich die beiden de Rijksakademie van beeldende kunsten volgden. Ook ontmoette hij in Amsterdam via Kwint zijn latere vriend Aart Leemhuis en de kunstenares Hubertine Heijermans. Na drie jaar werd Werner verwijderd van de lerarenopleiding en nam een lange vakantie; hij ging richting Arles, waar zijn grote held Vincent van Gogh jaren had gewerkt. Op de terugweg ontmoette hij een Bretonse oud-strijder Forestier, waar hij in de jaren daarna vaak zou logeren, om de Bretonse kust in zijn gouaches te schilderen.
In 1957 kocht Werner een oude lithopers, compleet met lithostenen en wist deze met behulp van zijn vriend Herman Stammeshaus in elkaar te zetten; hierop zou hij zijn hele leven zijn litho's drukken. In 1960 kreeg hij les in steendruk (lithografie) van de graficus Emile Puettmann, op het Grafisch Atelier te Amsterdam. Van Puetmann leerde hij grondig het lithograferen en nam later diens lessen incidenteel over; zo begeleidde hij er de kunstenaars Reinier Lucassen, Jan Sierhuis en Rudi Bierman bij het afdrukken van hun litho's.

## Leven en werk

### Kunstenaarschap
In 1960 verhuisde Werner naar Amstelveen en kwam daar aan het water De Poel te wonen, aan de rand van het Amsterdamse Bos. Hier schilderde hij veel uitzichten over de Amstelveense Poel en van het omringende polderland. Er ontstonden zo grote olieverfschilderijen op het atelier, maar meestal schilderde hij het landschap en plein air in de snelle gouache-techniek. Ook in Bretagne waar hij vanaf 1965 regelmatig tijdelijk verbleef schilderde hij in die techniek zijn vele kustlandschappen. Met name de Bretonse kusten met hun rotsformaties in een wilde branding trokken hem sterk aan als motief voor zijn schilderijen.
In Amstelveen nam Werner regelmatig deel aan groepstentoonstellingen met de lokale kunstenaars – onder meer met zijn vriend Toon de Haas - in het plaatselijke museum Aemstelle. Vanaf 1961 werd hij samen met Steven Kwint actief lid van de Amsterdamse kunstenaarsvereniging Sint Lucas en deed zo mee aan het organiseren van een aantal jaarlijkse groepsexposities in de Nieuwe Vleugel van het Stedelijk Museum Amsterdam. Datzelfde jaar werd Werner na wat geharrewar toegelaten tot de BKR (Beeldende Kunst Regeling) en werd er direct een complete serie van zijn gouaches van De Poel (Amstelveen) in Amstelveen aangekocht waar hij toen dichtbij woonde en vaak schilderde. Vanaf dan werden regelmatig werken aangekocht door de BKR, die verspreid raakten over diverse overheidsgebouwen. Ook via kunstuitleen 'Kunstkontakt' werden zijn litho's en gouaches uitgeleend en verkocht.

### Lithografie
Vanaf 1962 tot in 2005 maakte Werner veel litho's, zowel in kleur als in zwart-wit; het landschap was ook hier zijn favoriete motief. In 1966 ontstond zijn eerste grafiekboek Côte du Nord; andere grafiekboeken zoals het Bomenboek, een map over zijn favoriete dichter Garcia Lorca en over Van Gogh (n.a.v. het Van Gogh-jaar) volgden. In 1966 reisde Werner van Frankrijk terug met een cineast die aan de kant van de Vietcong had gefilmd; deze daagde Werner uit om over de Vietnam-oorlog werk te maken, in plaats van 'al die landschapjes', die Werner zojuist had gemaakt op zijn werkreis. Zo ontstond zijn eerste politieke litho Badman in Vietnam; er volgden nog velen. Zijn laatste politieke litho maakte hij in 2006, als een kritiek op hetzelfde Amerika, maar nu op het beleid van president Bush' War on Terror. Na 2006 was het drukken met de zware stenen hem fysiek niet meer mogelijk en resteerde Werner slechts nog het schilderen met gouacheverf.
Ook ontstonden vanaf 1965 veel literaire litho's, geïnspireerd op het werk van Franz Kafka, Nikolaj Gogol en andere schrijvers, of op eigen droombeelden en persoonlijke herinneringen. Sommige van zijn litho's kennen wel zeven verschillende kleur-drukgangen. Kenmerkend voor de lithografie van Werner is de schilderachtige wijze waarop hij de steen bewerkte – een werkwijze die voortkwam uit zijn snelle en impulsieve kwastvoering.
Het prentenkabinet van het Stedelijk Museum te Amsterdam bezit een reeks grafiek van zijn hand, evenals de Topografische Atlas van het Stadsarchief Amsterdam. Ook maakte Werner diverse grafiekboeken met één speciaal thema, zoals Côte du Nord en het Bomenboek. Museum Huis van het boek (voorheen Museum Meermanno) in Den Haag bezit zijn grafiekboek over Lorca; de stadsbibliotheek van Antwerpen heeft zijn grafiekboek over Van Gogh in zijn collectie.

### Schilderen
Werner valt te typeren als een expressionistische schilder van het landschap; zowel het Nederlandse, Vlaamse, Spaanse en Franse landschap, als het kunstlandschap van Bretagne. Daarnaast heeft hij ter plekke allerlei onderwerpen geschilderd in de stad Amsterdam, zoals de havens, kleine werven, de 'Graansilo' aan het IJ, de bouwputten aan het Oosterdok, het Flevopark in Oost en meerdere uitzichten over het KNSM-eiland, waar hij een aantal jaren zijn atelier had, in Loods 6.
De gouache was zijn favoriete techniek, een verf die voor hem een losse en impulsieve penseelstreek mogelijk maakte. Vaak koos hij voorgekleurd aquarel-papier wat hij in allerlei kleursoorten gebruikte als ondergrond voor zijn gouaches. Zijn kleurpalet was niet natuurlijk maar expressionistisch; de kleuren werden meestal zo gekozen dat ze een verhevigde en sterk gevoelsmatige interpretatie van het landschap weergeven. Toch bleef Werner een naturalist, in de zin dat hij zijn gekozen onderwerp niet liet oplossen tot abstracte beeldtaal; de gekozen motieven blijven in zijn werk herkenbaar. Levenslang heeft Werner inspiratie gevonden in de expressieve schilderkunst van Vincent van Gogh en van de Franse landschapschilder van Russische afkomst Chaïm Soutine.
In een aantal landschappen van Werner is een licht surreële sfeer ontstaan, doordat de natuurlijke gegevens van het landschap - zoals rotsen aan de kust of menhirs uit Bretagne – tot gefantaseerde, bijna levende gedaantes zijn geworden.
Ook religieuze thema's speelden regelmatig een rol in Werners werken. Zo heeft hij onder andere op late leeftijd (in 2009) het grote Drieluik van Sint Frans (Franciscus) gemaakt, samen met zijn jongere schildersvriend Fons Heijnsbroek. Werner maakte de voorschetsen voor deze drie flinke doeken. Inspiratie voor hen beide was het muziekstuk The Canticle of the Sun van componiste Sofia Goebaidoelina, dat ze samen in de première-uitvoering hadden bezocht in Muziekgebouw aan 't IJ te Amsterdam.

### Citaten
'Het landschap dat om me heen of voor me ligt in een schilderij te vatten, dat is al 50 jaar mijn kunst. Mijn favoriete techniek daarbij is de gouache. Ik schilder hierin veel landschappen 'en plein air', op een expressieve wijze in schilderijen op papier.. ..Mijn kleurstelling is afwijkend van de natuurlijke kleuren. Ik zoek de ritmische composities in mijn schilderkunst, en kom dan vaak tot bijna-geabstraheerde vormen. Maar mijn uitgangspunt blijft: het levende landschap, plein air gezien. Ik moet het ruiken, zien, voelen en horen.'  - citaat van Paul Werner, ca. 2005.
 'Toen schilder Paul Werner (1930) hier [het Flevopark, te Amsterdam-Oost] zijn ezel opzette had het gesneeuwd, en de scherpe winterzon liet het hele park oplichten: het roodbruin van de bomen, de grijsblauwe spiegelingen in het water en het opvlammend geel van het riet. Werner stond aan de sloot langs de oude Joodse begraafplaats Zeeburg. Werken naar de natuur is voor Werner van levensbelang. De boom die hij portretteerde reikt met zijn takken naar de omgevallen boom aan de overzijde van het water. Een moment om even stil te zijn in deze gure tijden. De jas nauw gesloten, maar dromend van het voorjaar.' 

## Erkenning en verspreiding
In Amsterdam zijn een reeks litho's en gouaches van Werner aangekocht door het Stedelijk Museum Amsterdam. Het Amsterdams Stadsarchief (Topografische Atlas) bezit een royale collectie gouaches en kleurenlitho's met Amsterdamse onderwerpen zoals de havens, de Graansilo etc.De gemeente Amstelveen kocht in 1960 en 1962 een reeks grafiek aan. Via de BKR. is het werk van Werner vanaf 1963 ruim verspreid over overheidsgebouwen door het gehele land. Vele particulieren in Nederland en Duitsland bezitten zowel schilderijen als lithografie van zijn hand. Het verzorgingstehuis De Gooyer te Amsterdam bezit een reeks kleurenlitho's, door Werner als kunstopdracht uitgevoerd in 1983.
Museum Huis van het boek heeft twee van zijn grafiekboeken aangekocht: Hommages aan Lorca en Van Gogh. De Koninklijke Bibliotheek in Den Haag kocht in 1986 zijn grafiekboek La Nueva Primavera aan. Hommage aan Lorca is ook aangekocht door de Stadsbibliotheek van Antwerpen.

## Kleine publicaties
Werner heeft in eigen beheer twee kleine publicaties met zijn korte teksten uitgegeven: de De hoed van opa in 2002 (met illustraties van zijn eigen werk erin opgenomen) en de De ark van Sandbergen in de zomer van 2003. Gerrit Alink verzorgde de productie en het ontwerp van beide uitgaven.

## Exposities (selectie)
- 'Les Arts en Europe', Brussel 1966 (groepsexpositie van Europese kunstenaars)
- 'Critici kiezen Grafiek', Gemeentemuseum, Den Haag 1968 (internationale groepstentoonstelling)
- Museum Aemstelle, Amstelveen 1961 (solo)[13] en 1964 (groepsexpositie)
- Nieuwe Vleugel van het Stedelijk Museum, Amsterdam 1961-65 - jaarlijkse ledententoonstelling van Kunstenaarsvereniging Sint Lucas[14]
- 'Les Arts en Europe', Brussel 1966 (groepsexpositie van Europese kunstenaars)
- 'Tentoonstelling van Aankopen door het Stedelijk Museum', museum Fodor, Amsterdam 1971
- 'De Amsterdamse haven', solotentoonstelling in Galerie Amsterdam, 1985[15]
- Museum De Beyerd, Breda 1992 (groepsexpositie)
- 'Water', galerie Jos Art, Amsterdam 1992 (groepsexpositie)
- 'De Eilanden in een Lijst', Oosterkerk Amsterdam 1992 (groepsexpositie): thema de Oostelijke eilanden
- 'Overzichtstentoonstelling van 45 jaar werk', Oosterkerk Amsterdam 1995
- 'Hommage aan Vincent van Gogh', Zundert 2003 (groepsexpositie)
- 'Art for Nature', Utrecht 2005 (groepsexpositie), Dag van de Aarde
- '40 jaar politieke grafiek', solotentoonstelling in galerie Thyencamp, Hooghalen, 2008[16]
- 'Overzichtstentoonstelling 80 jaar', paviljoen Het Glazen Huis, Amstelpark Amsterdam, 2010